# Олесно (гміна, Домбровський повіт)
Гміна Олесно (пол. Gmina Olesno) — сільська гміна у південній Польщі. Належить до Домбровського повіту Малопольського воєводства.
Станом на 31 грудня 2011 у гміні проживало 7861 особа.

## Площа
Згідно з даними за 2007 рік площа гміни становила 77.77 км², у тому числі:
- орні землі: 82.00%
- ліси: 8.00%

Таким чином, площа гміни становить 14.76% площі повіту.

## Населення
Станом на 31 грудня 2011:
| Опис     | Загалом | Загалом | Чоловіки | Чоловіки | Жінки | Жінки |
| -------- | ------- | ------- | -------- | -------- | ----- | ----- |
| одиниця  | осіб    | %       | осіб     | %        | осіб  | %     |
| все      | 7861    | 100     | 3900     | 49.61    | 3961  | 50.39 |
| міське   | 0       | 100     | 0        |          | 0     |       |
| сільське | 7861    | 100     | 3900     | 49.61    | 3961  | 50.39 |

## Сусідні гміни
Гміна Олесно межує з такими гмінами: Болеслав, Ґрембошув, Домброва-Тарновська, Жабно, Менджехув.